# Tylopsis bilineolata
Tylopsis bilineolata är en insektsart som först beskrevs av Jean Guillaume Audinet Serville 1838.  Tylopsis bilineolata ingår i släktet Tylopsis och familjen vårtbitare. Inga underarter finns listade i Catalogue of Life.